# Gunnar Höjer
Gunnar Fredrik Höjer (Norrköping, 27 januari 1875 - Haparanda, 13 maart 1936) was een Zweeds turner.
Höjer was onderdeel van de Zweedse ploeg die tijdens de Olympische Zomerspelen 1908 olympisch goud won op het teamonderdeel meerkamp.

## Olympische Zomerspelen
| Jaar | Plaats | Resultaten |
| ---- | ------ | ---------- |
| 1908 | Londen | team       |